# Kava pri dišečem jasminu
Kava pri dišečem jasminu je družbeni roman slovenske igralke, pisateljice in pesnice Nataše Konc Lorenzutti, ki se je uveljavila kot pisateljica za otroke in mladino, piše pa tudi za odrasle. Delo je izšlo leta 2013 in je pisateljičin drugi roman, namenjen odraslemu občinstvu.

## Vsebina
Večinoma tretjeosebna pripoved, ki jo občasno presekajo prvoosebna opažanja, opisuje Jasmino, mlado žensko, ujeto v ponavljajoči vzorec na propad obsojenega razmerja. Primož, sprva njen fant, kasneje mož in nazadnje bivši mož ter oče njenih dvojčkov, je zasvojen z igrami na srečo. Posledično njegovo osebnost povsem zasenčijo patološko laganje, manipuliranje in psihično nasilje. Obenem je do vratu v dolgovih. Vse to par vodi iz ene brezupne situacije v drugo. Primož se izgublja v sanjarjenju o lepši prihodnosti, v glavnem vezani na čas, ko bo končal svoj roman, ki ga piše že leta, in bo svet v njem končno prepoznal literarnega genija. Jasmina se tem iluzijam skuša upreti, vendar mu nazadnje vedno sledi. Šele po mnogih grobih zlorabah zaupanja, na primer, ko zanj zastavi stanovanje svojih staršev, in Primož kot že tolikokrat prej obljubi, da bo šel na zdravljenje ter poplačal dolg, pa tega ne naredi, se Jasmina le odloči in odide. Ob pomoči staršev si poskuša sestaviti novo življenje, pri tem pa se zaveda, da je sama sebi največji sovražnik, saj njene oblike odvisnosti, namreč odvisnosti od njega in njunega odnosa, še zdaleč ni konec. Dramaturški lok knjige nas nato popelje v sedanjost, kjer je Jasmina drugič, tokrat veliko bolj srečno, poročena s Petrom. Vendar pa se zdaj že ozdravljeni in ponovno poročeni Primož vrne v njen vsakdan, ko zahteva redne stikih z otrokoma.
Roman krmari med obravnavo dveh oblik odvisnosti, tiste bolj očitne, ki ji je podvržen Primož, in tiste, iz katere se ne more izviti protagonistka. Preklapljanje med preteklostjo in sedanjostjo poskrbi za dve različni perspektivi dogodkov in odpre vprašanje, ali Primož, ki v svoji slepi želji po hazardiranju uničuje vse okoli sebe, res nosi večji del krivde za nastalo situacijo kot Jasmina, ki se mu ni sposobna upreti. Zato trenutek njene prebuditve iz začaranega kroga uničujočega razmerja deluje toliko bolj katarzično, vendar pa že lahko slutimo, da brezskrbna prihodnost morda le še ni tako blizu.

## Zbirka
Roman je izšel v zbirki Nova slovenska knjiga.

## Ocene in nagrade
Roman je bil leta 2011 še kot neobjavljeno delo nominiran na natečaju Modre ptice za izvirni slovenski roman, namenjen odraslemu bralstvu pod okriljem založniške skupine  Mladinske knjige.
Diana Pungeršič je o Kavi pri dišečem jasminu v Sodobnosti zapisala, da četudi delo v prvi vrsti tematizira specifiko ljubezenskega odnosa,  mu ne gre oporekati visokega potenciala bralske identifikacije, ki ni vezana samo na žensko občinstvo, kot tudi ne univerzalnosti ideje; prikazati človeka, njegovo ravnanje v odvisnosti od vseh vidnih in nevidnih, preteklih in prihodnjih silnic.
Tina Vrščaj v Pogledih o romanu pravi, da je ves prepreden z metaforiko, da je jezik dela bogat, pesniški in hkrati blagodejno naraven. Tako lahko verjamemo prav vsaki besedi, kot da gre za iskreno pričevanje nekoga, ki ni le spreten pisatelj, ampak je vse to tudi sam preživel. Najbolj prepričljivi se ji zdita zapletenost in večpomenskost vsake situacije, in četudi dogajanje spremljamo le skozi oči junakinje, to ni prikazano enoplastno. 
Valentina Plahuta Simčič pa je v Delu, kjer je roman v letu 2014 tudi izhajal kot podlistek, za bistvo knjige označila poglobljeno in pristno napisano analizo nevarnih razmerij, v katera sta vpletena protagonista.